# Bareng (Ngasem)
Bareng is een bestuurslaag in het regentschap Bojonegoro van de provincie Oost-Java, Indonesië. Bareng telt 6171 inwoners (volkstelling 2010).